# Амфилохий (Русакис)
Митрополит Амфилохий (греч. Μητροπολίτης Αμφιλόχιος, в миру Панайотис Русакис, греч. Παναγιώτης Ρουσάκης; род. 1970, Афины) — епископ Элладской православной церкви, митрополит Фирский, Аморгосский и Островов (с 2021).

## Биография
Родился в 1970 году в Афинах, в Греции.
С 1985 по 1988 год учился в Ризарийской богословской школе, а в 1992 году окончил богословский институт Афинского университета.
В ноябре 1993 года в монастыре Петраки был пострижен в монашество и в том же месяце митрополитом Гревенским Сергием (Сигаласом) хиротонисан во иеродиакона. В качестве диакона служил в церкви Панагии Фенеромени в Холаргосе и Пророка Илии в Панкратио.
В июне 1995 года епископом Керницким Леонтием (Маркопулосом) был хиротонисан во иеромонаха и возведён в достоинство архимандрита. Служил в церкви святого Георгия Победоносца в Киносаргусе.
С 1994 года нёс послушание в Финансовом отделе Элладской православной церкви, а с 1999 года и был в должности секретаря Священного синода, а также руководителем личной канцелярии архиепископа Афинского Иеронима.
8 октября 2021 года решением Священного синода иерархии Элладской православной церкви был избран для рукоположения в сан митрополита Фирского, Аморгосского и Островов.
18 октября 2021 года в Соборе Благовещения Пресвятой Богородицы в Афинах состоялась его архиерейская хиротония, которую совершили: архиепископ Афинский и всей Греции Иероним II, митрополит Пирейский Серафим (Мендзелопулос), митрополит Сиросский Дорофей (Поликандриотис), митрополит Коринфский Дионисий (Мандалос), митрополиты Кифисийский Кирилл (Мисьякулис), митрополит Маронейский и Комотинийский Пантелеимон (Мутафис) и митрополит Фессалиотидский Тимофей (Антис).
27 ноября 2021 года в Кафедральном соборе Ипапанти в Тире состоялся чин его интронизации.